# Achoropeltis
Achoropeltis — рід грибів. Назва вперше опублікована 1929 року.

## Класифікація
До роду Achoropeltis відносять 1 вид:
- Achoropeltis modesta